# Francis Ripert
Pour les articles homonymes, voir Ripert.
Francis Ripert, né le 6 novembre 1911 à La Ciotat (Bouches-du-Rhône) et mort le 14 septembre 1997 à La Ciotat (Bouches-du-Rhône), est un homme politique français.

## Biographie

### Jeunesse et études
Francis Ripert est issu d’une famille provençale. Ses parents habitaient à La Ciotat, où il naît. Son père est Émile Ripert. Sa mère, Adrienne Gras, est la fille du docteur Gras, qui avait été maire de La Ciotat. Francis a une sœur, Mireille, qui meurt à l'âge de 15 ans.
Il suit ses études secondaires au lycée Thiers de Marseille, où son père enseignait lorsqu'il était né. Il rêve d'entrée à l'École navale, mais décide à faire des études de science politique à l'École libre des sciences politiques. Diplômé en 1936, il y effectue un doctorat.

### Parcours professionnel
Il s'inscrit au stage des avocats à la Cour d'appel de Paris, puis devient secrétaire du Président de l’Ordre des Avocats aux Conseils.  

### Parcours politique
En 1943, il est nommé président de la délégation spéciale de La Ciotat.
Il est élu député de la 5e circonscription des Bouches-du-Rhône le 30 novembre 1958. Il occupe cette fonction jusqu'au 9 octobre 1962. Il siège au titre des Paysans et indépendants.
Il est élu en 1968 membre de l'Académie de Marseille, succédant à Michel Carlini, maire de Marseille.

## Vie privée
Francis Ripert a une sœur, Mireille Ripert, née en 1914, qui meurt à l'âge de 15 ans.